# Dorcadion pseudoholosericeum
Dorcadion pseudoholosericeum är en skalbaggsart som beskrevs av Stefan von Breuning 1962. Dorcadion pseudoholosericeum ingår i släktet Dorcadion och familjen långhorningar. Inga underarter finns listade i Catalogue of Life.